# Parque nacional Cordillera Azul
El parque nacional Cordillera Azul (PNCAZ) es un parque nacional de Perú, situado en el área de transición entre la selva alta y el llano amazónico. Se encuentra en la cordillera Oriental, entre los ríos de Huallaga y Ucayali, en los departamentos de San Martín, Loreto, Ucayali y Huánuco, con una extensión total de 1 353 190,85 ha, y un perímetro de casi 974 km lo que lo convierte en el cuarto parque más grande del Perú.  Fue creado con el objetivo de conservar las especies, los ecosistemas y las formaciones geológicas que caracterizan la cordillera Azul, así como promover el desarrollo sostenible de las comunidades locales vecinas. 
En su parte norte, se extiende un conjunto de formaciones geológicas únicas; la cordillera Azul. Esta resguarda la más extensa superficie de bosques montanos intactos en el Perú, en donde el Plan Director del Sistema Nacional de Áreas Naturales Protegidas identificó, en 1995, 2 de las 38 zonas prioritarias para la conservación, incluyendo al bosque nacional Biabo Cordillera Azul establecido en 1961.
El parque nacional Cordillera Azul (PNCAZ) es una de las áreas naturales protegidas con mayor índice de conservación en el Perú, condición que refleja el esfuerzo de trabajo en favor de la conservación que realizan las poblaciones asentadas en su zona de amortiguamiento, quienes, junto con el equipo técnico del Centro de Conservación, Investigación y Manejo de Áreas Naturales-Cordillera Azul (CIMA-Cordillera Azul), impulsan procesos para mejorar la calidad de vida sobre la base de una planificación estratégica que involucra a organizaciones comunales e instituciones públicas y privadas vinculadas directa e indirectamente.
CIMA-Cordillera Azul participa de forma directa en la gestión del PNCAZ mediante un contrato de administración total de operaciones por veinte años que inició en agosto de 2008. De las doscientas veinticinco comunidades existentes en la zona de amortiguamiento del PNCAZ, CIMA-Cordillera Azul mantiene su trabajo de forma permanente en cincuenta centros poblados y articula sus acciones con cuatro Gobiernos regionales, ocho provinciales y trece distritales. Estas acciones las realiza mediante su Programa de Protección al PNCAZ, el cual tiene implementado cuatro sedes de campo en las ciudades de Aguaytía (Ucayali), Contamana (Loreto), Tarapoto y Tocache (San Martín).

## Galería

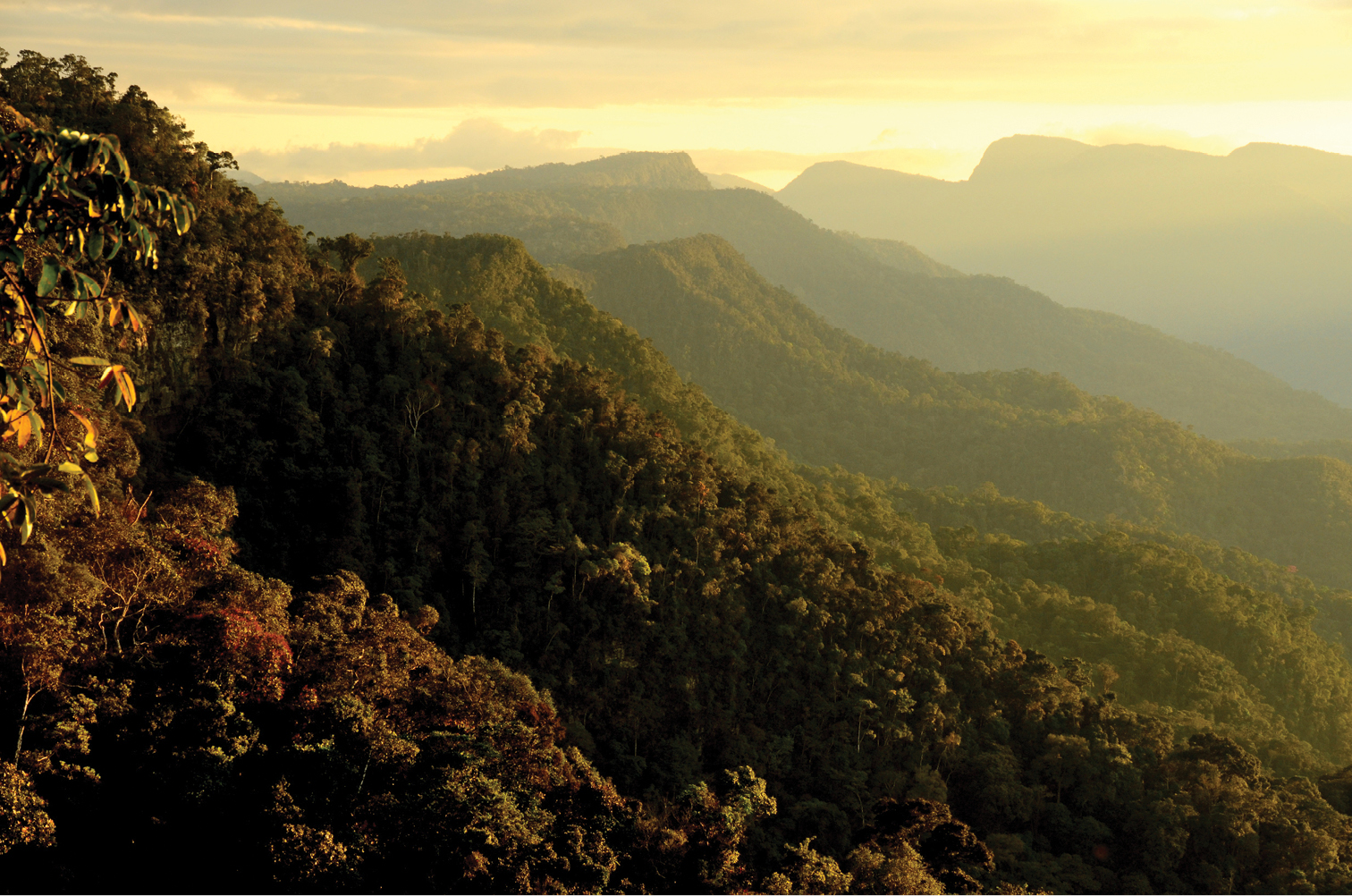
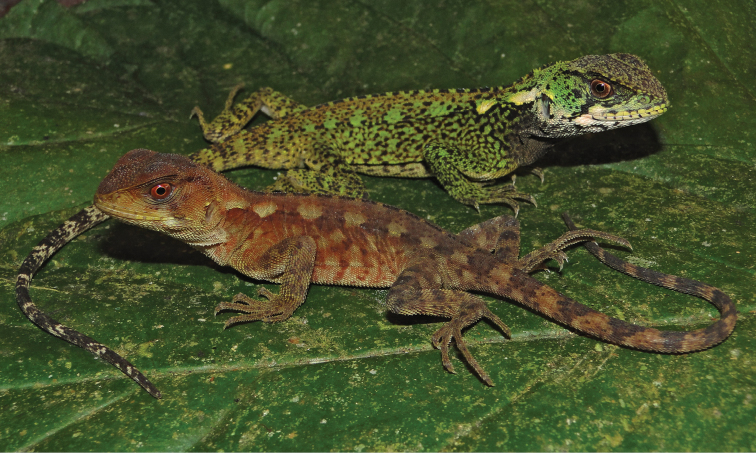